# 長江啓一郎
長江啓一郎（ながえけいいちろう/長江奎市朗）は日本のプロモデラー。”光沢の魔術師”と呼ばれ、ウレタンクリアーの研ぎ出し技術は業界でも群を抜いている。
NAGAEアートプロダクション代表。

## 出演
- 『プラモつくろう〜プロたちの超絶テクニックを映像で観る〜 Vol.3カーモデル』 製作・著作フジテレビ　2005

| スタブアイコン | サブスタブ | この項目は、まだ閲覧者の調べものの参照としては役立たない、人物に関連した書きかけの項目です。この項目を加筆・訂正などしてくださる協力者を求めています（P:人物伝/PJ:人物伝）。 |